# Леопольдіна Бразильська
Леопольдіна Бразильська (порт. Leopoldina do Brasil), також Леопольдіна Браганса (порт. Leopoldina de Bragança), повне ім'я Леопольдіна Тереза Франсішка Кароліна Мікаела Габріела Рафаела Гонзага де Браганса і Бурбон (порт. Leopoldina Teresa Francisca Carolina Micaela Gabriela Rafaela Gonzaga de Bragança e Bourbon), ( 13 липня 1847 — 7 лютого 1871) — інфанта Бразилії з династії Браганса, донька імператора Бразилії Педру II та принцеси Обох Сицилій Терези Крістіни, дружина принца Саксен-Кобург-Готського Людвіга Августа. Від січня 1850 року була другою в черзі на бразильський престол після старшої сестри Ізабели. Засновниця династії Саксен-Кобург-Браганса.

## Біографія

### Ранні роки
Народилась о 6:45 ранку 13 липня 1847 року в палаці Сан-Крістован в Ріо-де-Жанейро. Була третьою дитиною та другою донькою в родині імператора Бразилії Педру II та його дружини Терези Крістіни Бурбон-Сицилійської. Мала старшу сестру Ізабелу. Старший брат Афонсу помер за місяць до її народження, менший, Педру, прожив півтора роки.
Була охрещена у каплиці імператорського палацу 7 вересня 1847 єпископом Мануелем де Монте Родрігесом де Араухо. Отримала ім'я на честь бабусі з батьківського боку. Хрещеними батьками виступили її тітка з батьківського боку, Франсішка Бразильська, та чоловік тієї, принц де Жуанвіль, яких представляли міністр Хіс де Бутенваль та графиня Маріана Карлота Бельмонте.

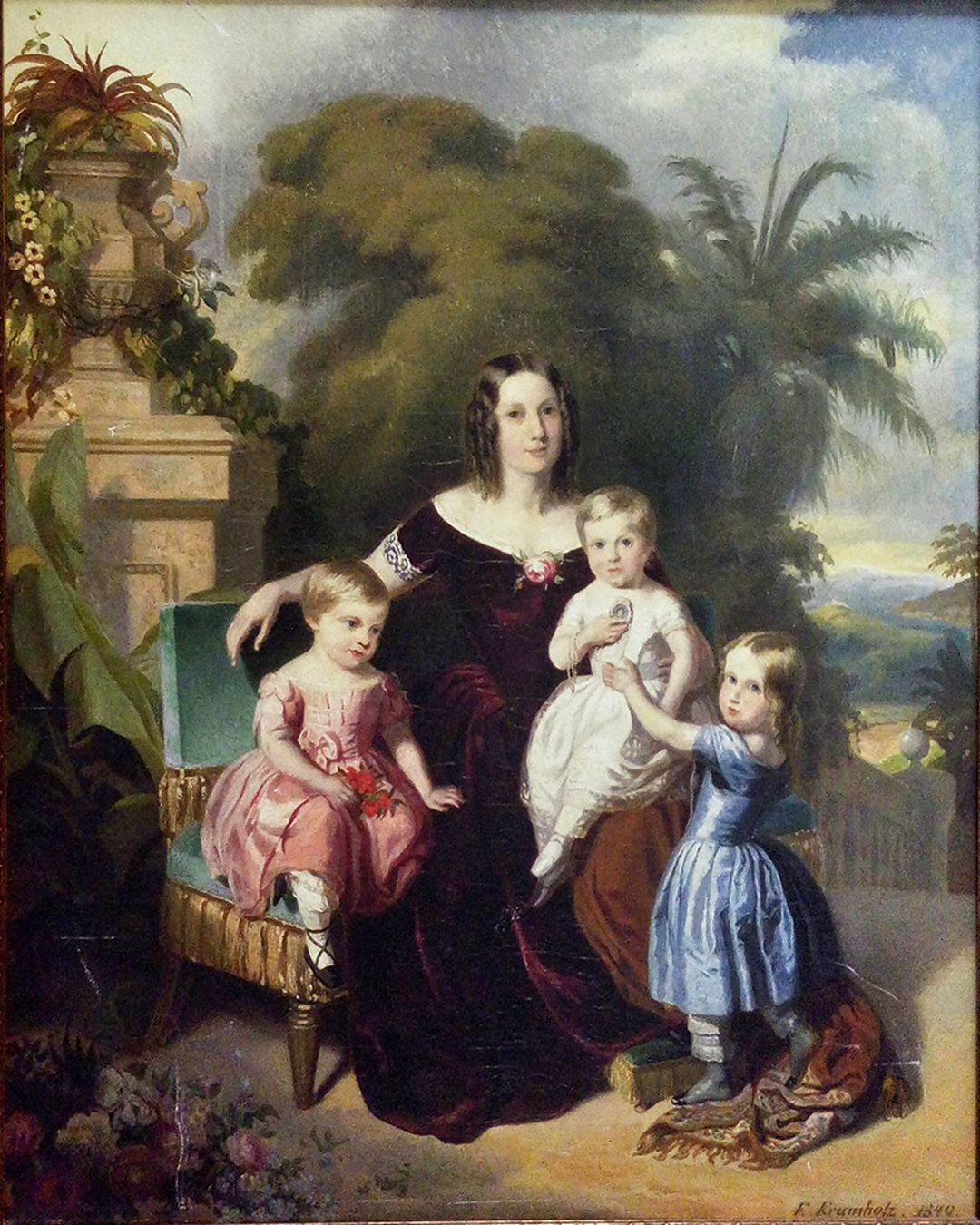
Імператриця з дітьми, портрет пензля Ф. Крумгольца, 1849

Основною резиденцією сімейства вважався палац Сан-Крістован, час з грудня по квітень проводили у палаці міста Петрополіс. Імператриця «створила для родини домашнє життя, яке було безпечним, надійним і передбачуваним». Доньки «любили свою ніжну матір і обожнювали свого вимогливого, але емоційно віддаленого батька». Інфанти вели майже затворницьке життя, мали лише кілька подруг.
Гувернанткою принцес була призначена Луїза Маргарита де Баррос, одружена з графом Барралем, родичем Александра де Богарне. Рекомендована принцесою де Жуанвіль, фрейліною якої раніше була, жінка почала виконання своїх обов'язків 1855 року. Ставши близькою подругою імператора, викликала чутки про їхній любовний зв'язок, що призвело до конфлікту з імператрицею. Втім, продовжувала бути наставницею інфант до їхнього шлюбу. Заняття дівчат тривали з 7-ї ранку до 9.30 вечора шість днів на тиждень і включали низку предметів: португальську мову та літературу, французьку, англійську, італійську, німецьку, грецьку мови та латину, алгебру, геометрію, хімію, фізику, ботаніку, історію, космографію, малюнок та живопис, уроки фортепіано, танці, філософію, географію, політичну економію, риторику, зоологію, мінералогію та геологію. Батько сам контролював сувору систему їхньої освіти.
Він же доручив принцесі де Жуанвіль підшукати донькам наречених. У коронній мові у травні 1864 року повідомив, що кандидатури знайдені, однак, не уточнивши імен. Перші претенденти, П'єр Орлеанський та Філіпп Бельгійський, відмовились від пропозиції стати чоловіками інфант. Натомість Педру II обрав принців Людвіга Августа Саксен-Кобург-Готського та Гастона Орлеанського. Від початку, принц Саксен-Кобург-Готський призначався інфанті Ізабеллі, а принц Орлеанський — Леопольдіні. Проте імператор вирішив для подальших премовин ознайомитися з думкою доньок. 2 вересня 1864 року юнаки прибули до Ріо-де-Жанейро і справили сприятливе враження на правлячу родину. Хоча обидва в листах до своїх родичів заявляли, що наречені не є вродливими, на вигідніші шлюби розраховувати не могли. Імператорській принцесі сподобався Гастон, і 18 вересня відбулися заручини обох пар. 15 жовтня пройшло вінчання Ізабелли з принцом Орлеанським.

### Шлюбне життя

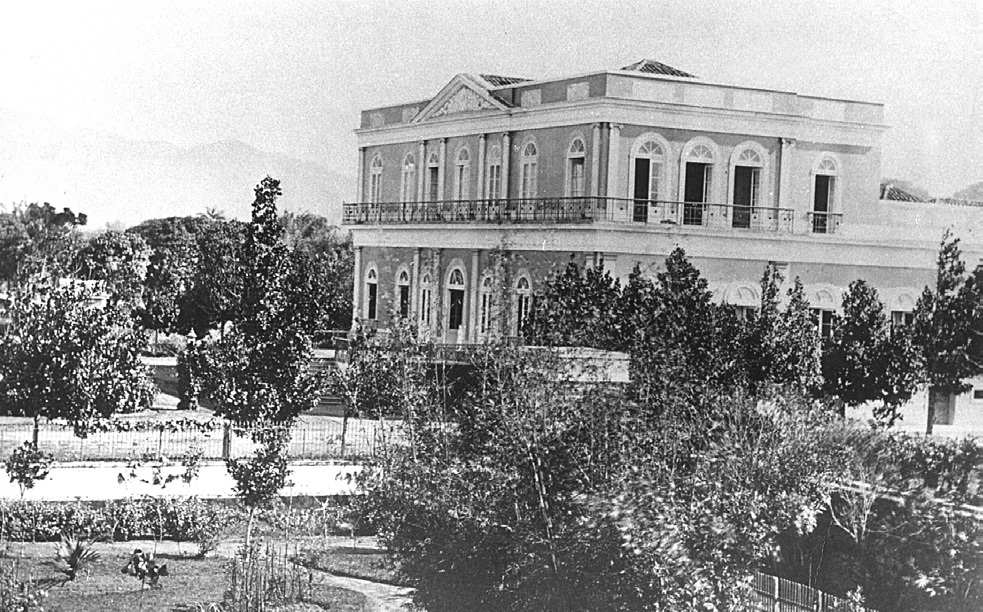
Палац Леопольдіна

Леопольдіна віці 17 років стала дружиною 19-річного принца Саксен-Кобург-Готського Людвіга Августа. Хоча спершу йому не подобалася ідея одружитися не зі спадкоємицею, зрештою, він погодився. Вінчання пройшло 15 грудня 1864 року в Ріо-де-Жанейро. Шлюбний договір був складений імператором Бразилії та герцогом Саксен-Кобург-Готи Ернстом II, батьком нареченого, і передбачав, окрім іншого, проживання пари певний час на території Бразилії протягом року, а також народження дітей на її землях. Після весілля інфанта відмовилася від бразильських титулів, ставши принцесою Саксен-Кобург-Готською, герцогинею Саксонською. Молодята отримали 300 000 реалів посагу, який витратили на придбання власної резиденції в Ріо-де-Жанейро. Обрана нерухомість отримала назву палац Леопольдіни та була розташована поруч із палацом Сан-Крістован. У володіння нею пара вступила 18 липня 1865 року.
Хрещена мати дівчини так характеризувала її чоловіка: «Має добру статуру, дуже сильний, вродливий юнак, розумний, розмовляє всіма мовами. Дуже чемний. На даний момент служить в австрійському флоті; живий, галасливий, але добрий. Католик». Принцеса ласкаво кликала його Гасті.
Після першої невдалої вагітності Леопольдіна у березні 1866 року народила первістка. Вже 9 травня подружжя вирушило до Європи, де відвідало родичів Людвіга Августа у Великій Британії, Бельгії, Австрії та Німеччини. Оскільки їхнє прибуття до Відня збіглося з початком австро-прусської війни, сім'я виїхала до Угорщини, де родина принца мала великі земельні володіння. Із встановленням миру чоловік Леопольдіни зміг воз'єднатися з батьками і вже висловлював бажання назавжди оселитися в Австрії, однак наступна вагітність принцеси змусила їх повернутись до Бразилії у липні 1867 року. Всього у подружжя було четверо синів. Троє старших народилися у Бразилії. Людвіга Гастона Леопольдіна народила у палаці Ебенталь в однойменному австрійському містечку, який належав Саксен-Кобург-Готському дому. Оскільки її старша сестра ще не мала дітей, нащадки Леопольдіни розташовувалися відразу за нею у лінії престолонаслідування бразильського трону.
На початку 1871 року у принцеси з'явилися перші симптоми захворювання. На четвертому тижні почалися безперервна лихоманка, висипання на шкірі та гематохезія — типові ознаки черевного тифу. Хвороба швидко прогресувала, додалися марення та конвульсії. 7 лютого абат Блюмель прочитав над принцесою передсмертну молитву, невдовзі того ж дня Леопольдіна відійшла у вічність в оточенні рідних у Кобурзькому палаці Відня.
На її честь імператор Франц Йозеф I оголосив 30-денну офіційну жалобу. Після урочистої служби, проведеної Апостольським нунцієм монсеньйором Маріано Фальчінеллі Антоніаччі, тіло перевезли до Кобургу. Принцесу поховали у крипті церкви Святого Августина у Кобурзі в присутності численних представників королівських династій Європи.
Людвіг Август після смерті дружини вирішив оселитися в Австрії, хоча ще кілька разів відвідував Ріо-де-Жанейро до повалення монархії у 1889 році. Двоє старших синів пари виховувалися в Бразилії, двоє молодших залишилися в Європі під опікою батька. Матір їм замінила бабуся Клементина Орлеанська.
До 1922 року у Відні щороку проводилися меси в пам'ять про принцесу Леопольдіну.

## Нагороди
- Великий хрест ордену Троянди (Бразильська імперія);
- Орден Святої Ізабелли (Португальське королівство);
- Великий хрест ордену Святого Карла (Мексиканська імперія);
- Орден Королеви Марії Луїзи (Іспанія)
- Благородний орден Зоряного хреста (Австро-Угорщина).

## Родина

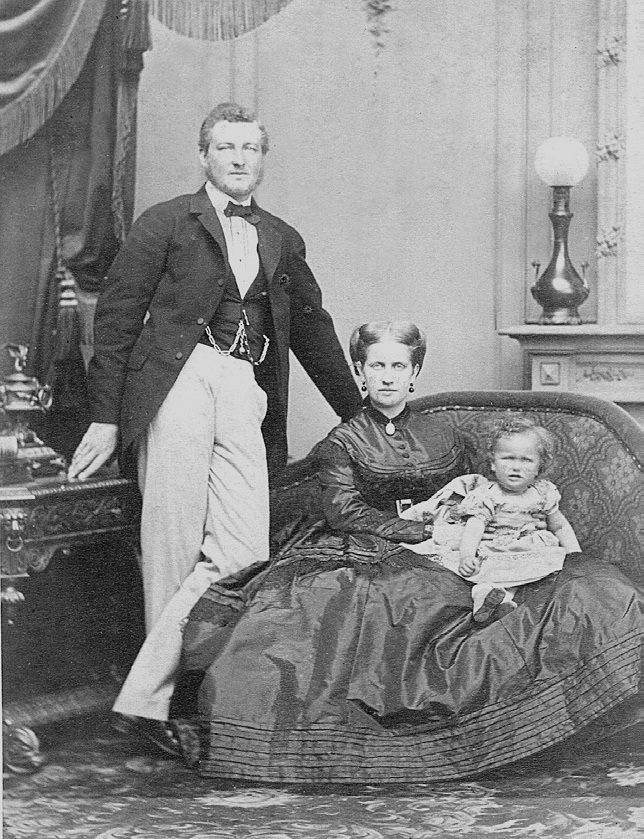
Світлина з чоловіком і старшим сином, близько 1867

Чоловік — Людвіг Август, принц Саксен-Кобург-Готський
Діти:
- Педро Август (1866—1934) — автор кількох робіт з мінералогії, від 1889 року виявляв ознаки психічного захворювання, одруженим не був, дітей не мав;
- Август Леопольд (1867—1922) — був одружений з австрійською ерцгерцогинею Кароліною Марією, мав восьмеро дітей;
- Жозе Фердинанд (1869—1888) — курсант Терезіанської військової академії Вінер-Нойштадту, одруженим не був, дітей не мав;
- Людвіг Гастон (1870—1942) — капітан австро-угорської армії, був одружений з баварською принцесою Матильдою, від якої мав двох дітей, що не залишили нащадків, а після її смерті — з графинею Анною де Траутмансдорф-Вайнсберг, від якої мав ще одну доньку.